# Cremastus pungens
Cremastus pungens là một loài tò vò trong họ Ichneumonidae.